# Geely LC
Geely LC — субкомпактний 5-дверний хетчбек сегменту А.  
Внутрішня марка Gleagle (індекс HQ 7131), експортна назва - Geely Panda LC, LC-E, EMOtion або GC2. 
Виробництво Panda LC почалося в липні 2008 року, електромобіля Panda LC-E - в кінці 2008 року. Geely Panda ззовні схожий на компакт Toyota Aygo.

## Опис

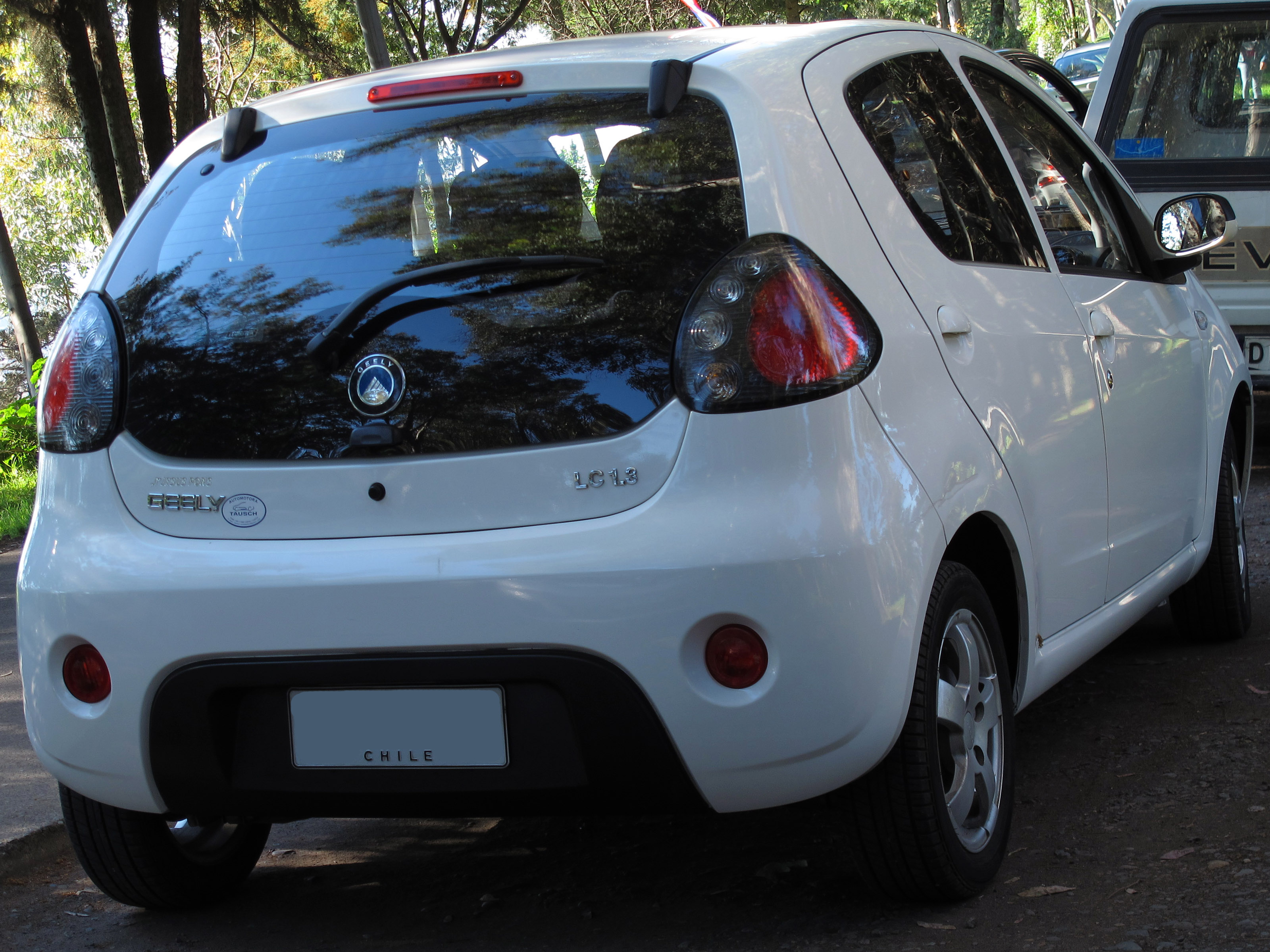
Вид ззаду

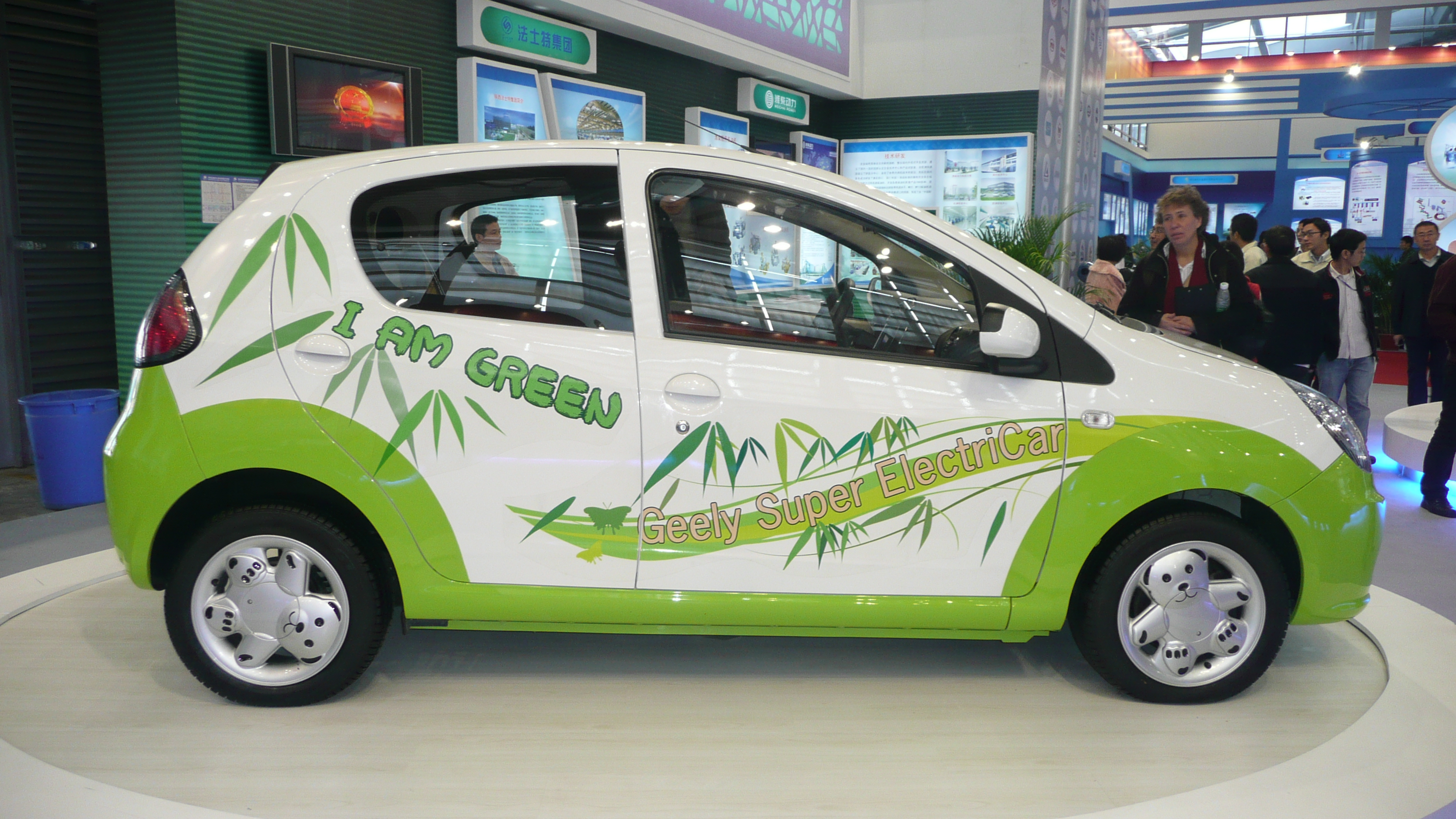
Geely LC-E

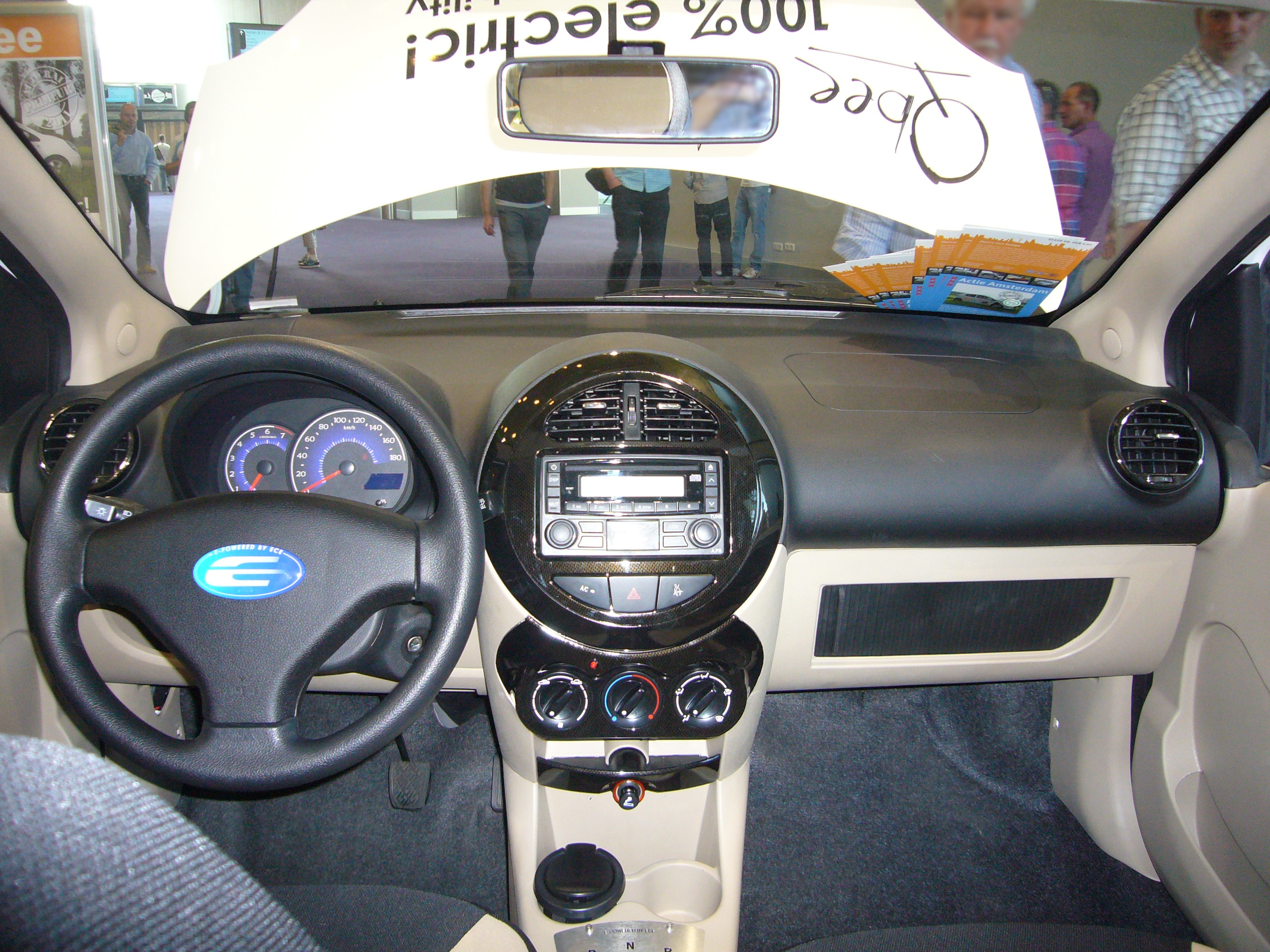
Салон Geely Panda

Автомобіль має тримальний сталевий кузов, поперечне розташування двигуна і передній привід. Передня підвіска - стійки McPherson, ззадня - незалежна торсіонна. 
Габаритні розміри: 3598x1618x1465 мм. Колісна база: 2340 мм. Двигун бензиновий 1,3 л R4 16V (86 к.с., 110 Нм). Трансмісія: 5-ступінчаста МКПП. Оснащення: ГУР, електропакет, центральний замок, кондиціонер, магнітола з чотирма динаміками. 
За доплату автомобіль комплектується ABS+EBD, EPS, шістьма подушками безпеки, аудиосистемою CD/МРЗ з шістьма динаміками, алюмінієвими дисками. 
Виробництво - КНР (Тайчжоу).
Станом на грудень 2010 року популярний китайський інтернет-магазин Taobao Mall продавав LC онлайн хоча покупці повинні внести завдаток у розмірі 288 юанів та відвідати місцевий дилерський центр для тест-драйву перед покупкою.  Пропоновані LC не доставлялися до ваших дверей. 

## Двигуни
| Модель    | Тип    | Об'єм    | Циліндри/Клапани | Потужність             | Крутний момент        | Роки випуску |
| --------- | ------ | -------- | ---------------- | ---------------------- | --------------------- | ------------ |
| Бензинові |        |          |                  |                        |                       |              |
| 1.0       | JL3G10 | ? см³    | Р3/12V           | 68 к.с. при 6000 об/хв | 88 Нм при 3600 об/хв  | з 2008       |
| 1.3       | MR479Q | 1342 см³ | Р4/16V           | 86 к.с. при 6000 об/хв | 110 Нм при 5200 об/хв | з 2008       |
| 1,5i      | ?      | 1498 см³ | Р4/16V           | 94 к.с. при 6000 об/хв | 128 Нм при 3400 об/хв | ?            |

## Безпека
Згідно з краш-тестами китайської організації C-NCAP (China-NCAP) автомобіль Geely Panda отримав п'ять зірок за безпеку.
В ході краш-тестів Geely Panda отримав сумарну оцінку 45,3 балів. Це перший автомобіль китайського виробництва, який отримав п'ять зірок за безпеку.
| Зірки в C-NCAP з Краш-тесту |

## Базова комплектація
Стандартна комплектація Geely LC Panda включає в себе наступне обладнання: подушки безпеки водія і переднього пасажира, антиблокувальну систему гальм, систему розподілу гальмівних зусиль, протиугінну систему, електропривідні бічні дзеркала, галогенові фари, передні і задні протитуманні фари, 14-дюймові легкосплавні диски, центральний замок з дистанційним управлінням, аудіосистему, кондиціонер і пиловий фільтр.
Як опціональні комплектуючі виступають замки від дітей і система кріплення дитячого сидіння.

## Panda Cross (GX2)

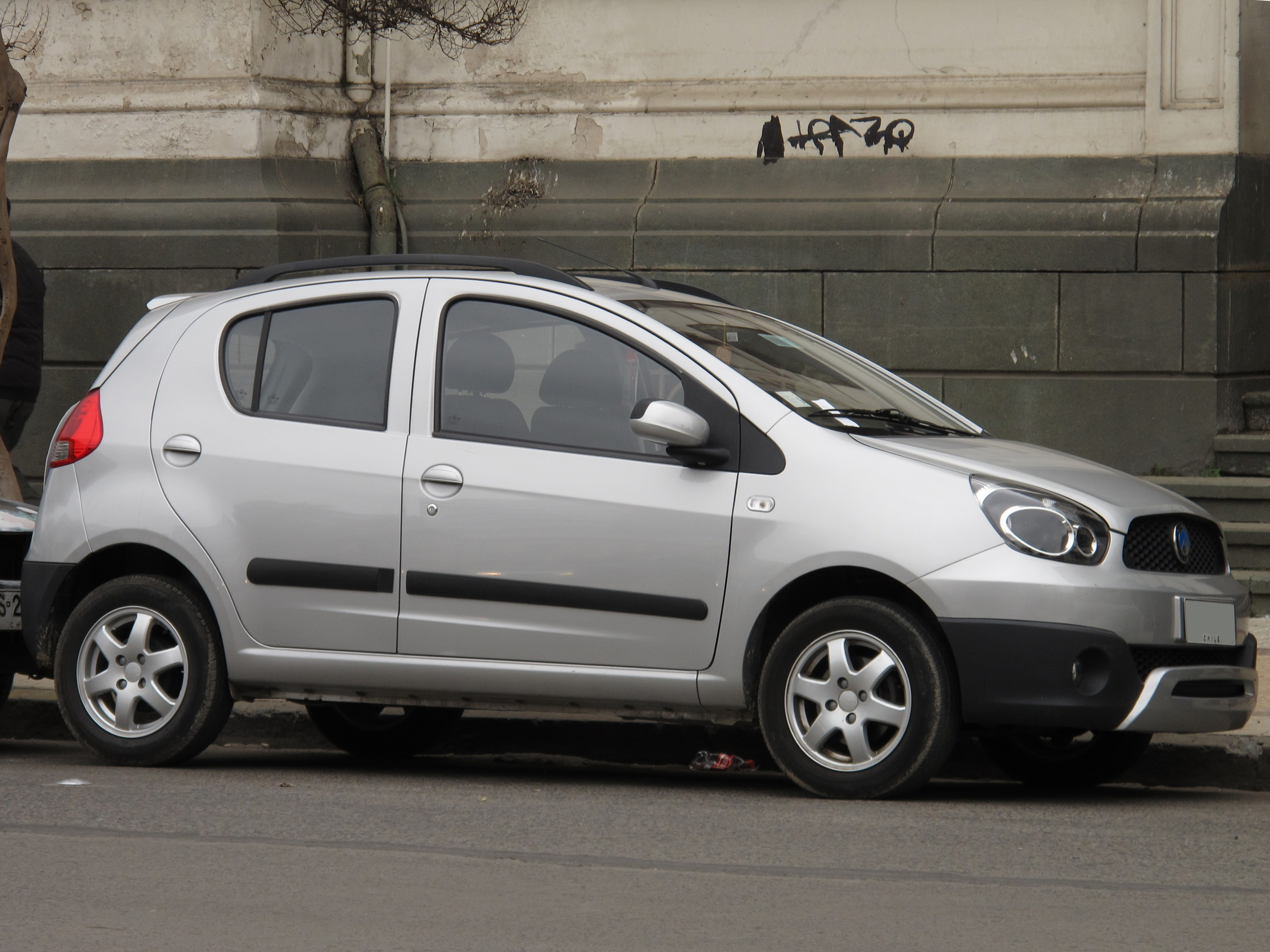
Geely LC Cross 1.3 GL

Компактний міський кросовер Geely Panda Cross (LC Cross, Geely GX2 або Gleagle GX2) побудований на базі Geely Panda, але відчутно відрізняється від свого «донора».
При рівній довжині колісної бази компактний кросовер Panda Cross довший, ширший і вищий від Geely Panda. Дорожній просвіт при повному завантаженні становить 120 мм. Відмінності між двома автомобілями спостерігаються і в дизайні екстер'єру. Дизайнери Geely змінили радіаторну решітку, форму фар, поміняли бампери і надали автомобілю більш м'язистий вигляд.

## Yulu EV2

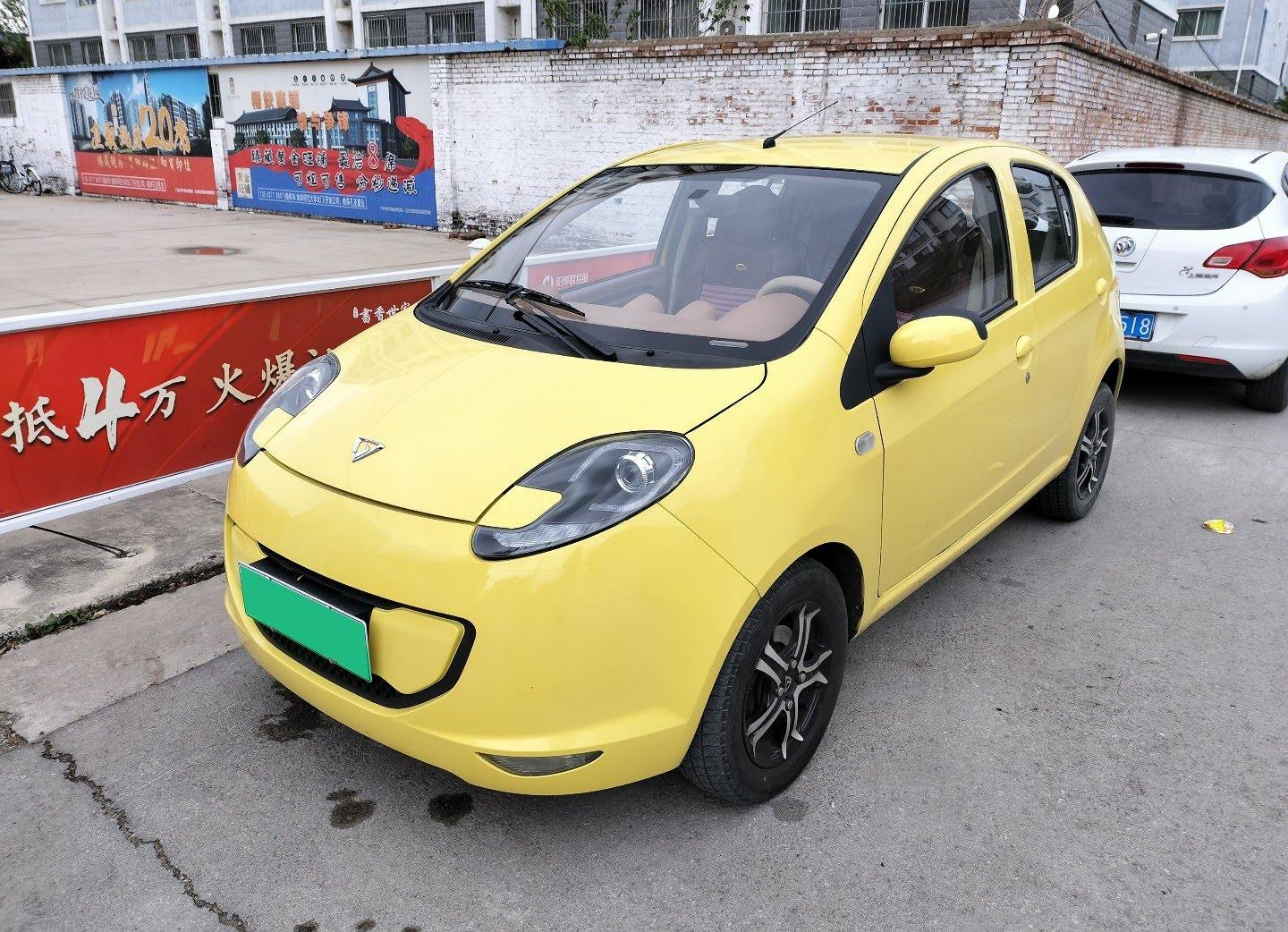
Yulu EV2

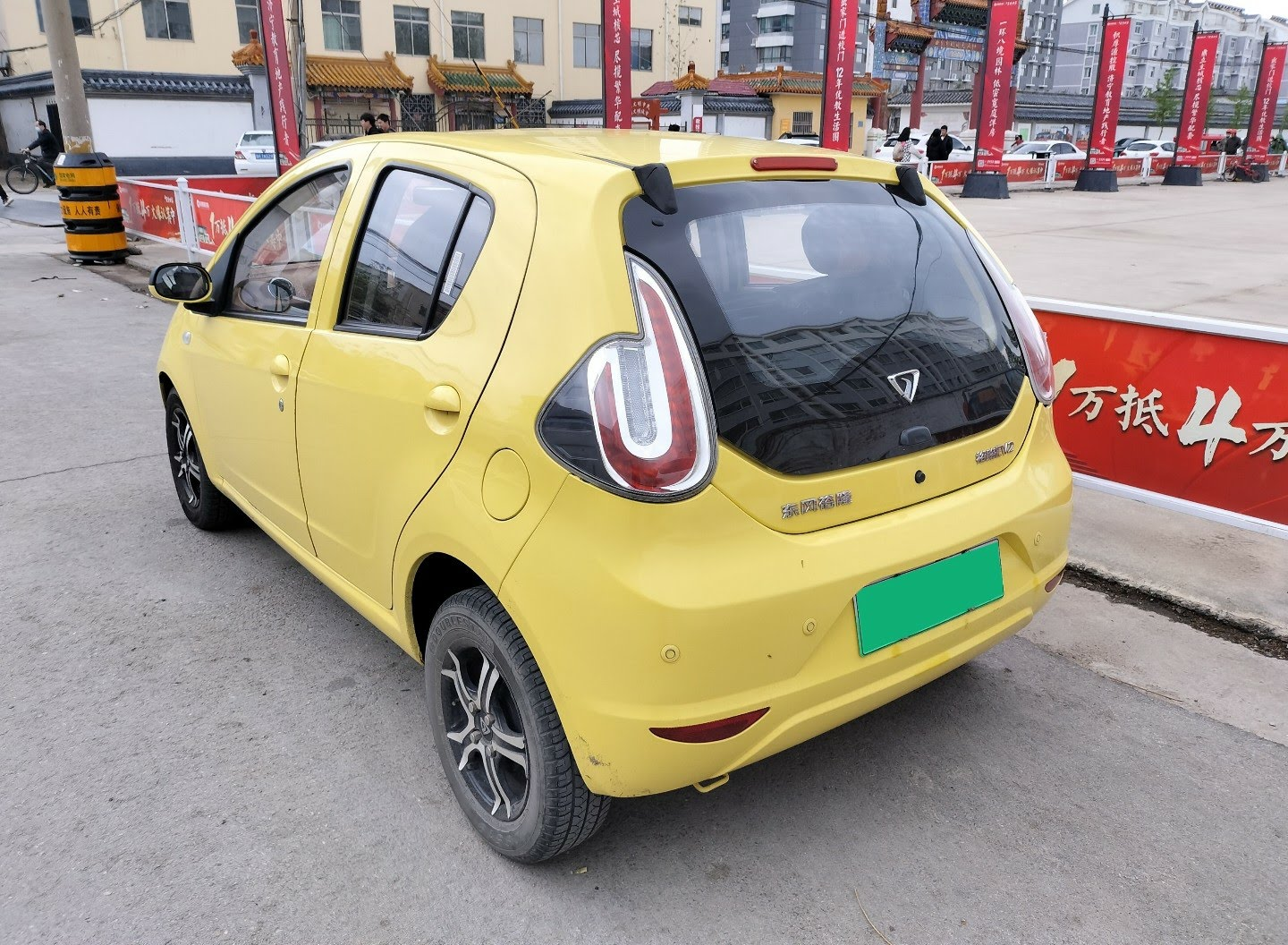

Yulu (裕路) EV2 — це електричний мікроавтомобіль, створений на базі кузова Geely LC. 
EV2 був запущений 18 жовтня 2017 року та є результатом співпраці Yulon та Geely на Тайвані. 
Він тісно пов'язаний з Tobe M'car та вироблявся компанією Dongfeng Yulon ексклюзивно для ринку материкового Китаю. 
EV2 оснащений акумулятором ємністю 21,9 кВт⋅год, здатним забезпечити запас ходу за циклом NEDC 150 км. 
Також він має максимальну потужність 36 к.с. та крутний момент 140 Нм. 

Максимальна швидкість становить 100 км/год.  Виробництво припинилося у 2018 році. 